# Селои
Селои су становници Епирa у Античкој Грчкој, у области између Додона и реке Ахелој; Аристотел назвао кутак античке Грчке. Групе, које су се раније звале Граци (Graikoi), а касније Грци су живели тамо. Према Хомеру, они су били свештеници Додонианског Зевса.
У овом тренутку не постоји задовољавајућа етимологија имена Грка. Неки научници тврде да је име Селои промењено на Sellanes, а затим у Hellanes/грци. Име, вероватно, може да буде у поређењу са праиндоевропског *sa(e)wol, soh2wol,, Латинског sol, грчког helios Санскрт suryah.)